# Zdivočelá země
Zdivočelá země je pětačtyřicetidílný historicko-dobrodružný televizní seriál z produkce České televize natočený ve čtyřech řadách v letech 1997, 2001, 2007 a 2012 podle románů Jiřího Stránského Zdivočelá země a Aukce.
Seriál se odehrává od prvních týdnů po skončení 2. světové války po rok 1990 a na osudech fiktivní postavy – bývalého západního pilota Antonína Maděry – popisuje skutečné dění v poválečném Československu.
Titulní píseň filmu nazpívala Marta Kubišová a Karel Černoch.
Seriál byl natáčen ve městě Úterý v okrese Plzeň-sever.

## Děj

### První řada (1. až 12. díl)
Válečný hrdina ze západní fronty, podplukovník Maděra, se vrací do rodné obce Svatý Štěpán v krušnohorském pohraničí, kde se převážná část seriálu odehrává, aby si zde splnil svůj sen chovat koně. Předseda MNV Brabenec mu dává dekret národního správce na někdejší statek germanizované rodiny Kučerových. Spolu s bývalým policistou Martinem Kandou a sedmi chlapci („kauboji“), kteří se na statku usídlili s ním, bojuje nejprve s německými nacisty a jejich českými přisluhovači, kteří se snaží odvézt archiv gestapa ukrytý v podzemí statku. Mezi bývalými nacisty, kteří se snaží k archivu dostat, je také Karel Kučera, syn rodiny, které kdysi patřil statek, na němž nyní hospodaří Maděra s přáteli. Statek se pokusí přepadnout, těžce zraní Maděrovu snoubenku Ilonu, Maděra ho zastřelí.
Později musí Maděra čelit zvůli úředníků z Okresní zemědělské správy, kteří mají osobní zájem na zlikvidování Maděrova pastvinářského družstva, vypořádat se s pytláky dobytka i s extrémním suchem v roce 1947.
Po komunistickém převratu v únoru 1948 se naplno projevuje zrůdnost komunistického režimu: Státní bezpečnost zatýká volyňské Čechy, kteří po válce utekli před Stalinovým režimem ze Sovětského svazu do Československa. Maděra je degradován na vojína, nedlouho poté zatčen a krutým mučením donucen k přiznání vykonstruovaného obvinění z protistátní činnosti. Za velezradu a špionáž je odsouzen k 15 letům vězení. Na konci první řady seriálu sledujeme první dny Maděrova pobytu v koncentračním táboře a nucené vystěhování Maděrovy ženy a dětí ze statku.
Premiéra v České televizi od 24. února do 12. května 1997.

### Druhá řada (13. až 20. díl)
Po velkém ohlasu prvních 12 dílů bylo o čtyři roky později natočeno dalších 8 dílů. Maděra je stále uvězněn a musí vykonávat otrockou práci v uranových dolech. Sílu mu dodává přítomnost dalších politických vězňů, především spolubojovníků z války. V lágru se musí rovněž potýkat s cílenou šikanou ze strany jednoho z dozorců, řečeného Žabák.
Paralelně s děním v trestném táboře sledujeme perzekuci Maděrovy rodiny. Někdejší pastvinářské družstvo je nuceno přetvořit se v JZD, aby jeho členové mohli zůstat pohromadě a nebyli rozehnáni. Seriál končí návratem Maděry domů po částečném uvolnění totalitního režimu na začátku 60. let. Do městečka se vrací někdejší pytlák Ševčík, který se chce Maděrově rodině mstít. Správce pily Putna jej dostává zpět do vězení. V závěru druhé řady umírá nešťastnou náhodou jeden z „kaubojů“, Cassidy.
Premiéra v České televizi od 2. dubna do 28. května 2001.

### Třetí řada (21. až 32. díl)
Dalších dvanáct dílů seriálu, natočených v roce 2007, zahrnuje události od srpnové invaze v roce 1968 do nástupu normalizace v roce 1970. Obyvatelé Svatého Štěpána, vedení správcem pily Putnou, nacvičují ochotnické divadlo, kterému dávají silně protiokupační podtext. Z vězení se vrací Ševčík, který začíná Putnu terorizovat a chce jej zabít. Putnu zachraňuje Martin Kanda, který Ševčíka zabije (tak, že to vypadá jako nehoda). Maděra je obviněn z hospodářské kriminality a je nakrátko opět uvězněn.
Premiéra v České televizi od 3. listopadu 2008 do 19. ledna 2009.

### Čtvrtá řada (33. až 45. díl)
Začátek se odehrává v roce 1990, poté následuje retrospektivní návrat do období tzv. normalizace v 70. letech. Hrdinové hospodaří na novém statku Lučiny, kam byli přestěhováni z původního Svatého Štěpána. Ve Štěpáně se objevuje syn někdejšího „kauboje“ Cassidyho, Vašek, který dezertoval z vojenské služby. Martin Kanda mu dopomůže k modré knížce. Velitelem okresního oddělení StB se stává někdejší dozorce Žabák, který opět začíná Maděru a jeho blízké šikanovat. Hlavně tím, že si bezdůvodně předvolává k výslechům jeho příbuzné a přátele. Dalšího z „kaubojů“, Harryho, vezme do předběžného zadržení a nedovolí podat mu léky na jeho chronickou nemoc. Tím způsobí Harryho smrt. Během listopadových událostí 1989 pak veškeré spisy, které na Maděru vedl, zničí. Seriál končí Maděrovým úmrtím na následky zranění, které utrpěl při pádu z koně.
Premiéra v České televizi od 3. září do 26. listopadu 2012.

## Hlavní postavy
| Martin Dejdar     | podplukovník Antonín Maděra            |
| Jana Hubinská     | Maděrova žena Ilona                    |
| Jiří Schmitzer    | Martin Kanda                           |
| Markéta Hrubešová | Kandova žena Alena                     |
| Jakub Wehrenberg  | „kauboj“ Jerry                         |
| Jiří Langmajer    | „kauboj“ Cassidy                       |
| Václav Chalupa    | „kauboj“ Pýt                           |
| Radim Kalvoda     | „kauboj“ Bill                          |
| Jakub Zdeněk      | „kauboj“ Harry                         |
| Zbyněk Fric       | „kauboj“ Smajl                         |
| Jan Teplý ml.     | „kauboj“ Kérly                         |
| Aleš Spurný       | „kauboj“ Randy                         |
| Oldřich Vlach     | předseda MNV, později ministr Brabenec |
| Jiří Lábus        | vedoucí pily Ondřej Putna              |
| Pavel Nový        | Ševčík, řečený Knír                    |
| Radek Holub       | Hejl                                   |

## Film a kniha
První řada seriálu byla sestříhána do podoby dvouhodinového filmu, který je pojat jako vzpomínání během návštěvy Maděrovy manželky Ilony ve vězení.
Knihy Zdivočelá země a Aukce spisovatele a překladatele Jiřího Stránského, podle kterých byl seriál natočen, vyšly společně v jednom svazku v roce 1997 v nakladatelství Hejkal. Zdivočelou zemi autor dokončil již v roce 1970, zůstala však v rukopise až do prvního vydání v Lidovém nakladatelství v roce 1991.